# John Theodore Buchholz
John Theodore Buchholz (14. června 1888 Nebraska – 1. června 1951 Urbana, Illinois) byl americký botanik. Byl specialistou na borovicotvaré.

## Dílo
- Suspensor and Early Embryo of Pinus, Botanical Gazette č.66. str. 185